# Stortorp
Stortorp este o arie protejată (arie specială de conservare — SAC, sit de importanță comunitară — SCI) din Suedia întinsă pe o suprafață de 42,7 ha, integral pe uscat.

## Localizare
Centrul sitului Stortorp este situat la coordonatele 58°13′29″N 14°54′31″E / 58.2248°N 14.9087°E.

## Înființare
Situl Stortorp a fost declarat sit de importanță comunitară în ianuarie 1998 pentru a proteja un număr necunoscut de specii din flora spontană și fauna sălbatică aflate în arealul zonei. Situl a fost protejat și ca arie specială de conservare în martie 2011.

## Biodiversitate
Situată în ecoregiunea boreală, aria protejată conține 4 habitate naturale: Pajiști cu Molinia pe soluri calcaroase, turboase sau argilos-nămoloase (Molinion caeruleae), Pajiști fino-scandinave uscate până la mezice, bogate în specii de altitudine mică, Fânețe de joasă altitudine (Alopecurus pratensis, Sanguisorba officinalis), Pășuni din zone de pădure fino-scandinave.
La baza desemnării sitului se află un număr nedeclarat de specii protejate.